# Antorpa sjö
Antorpa sjö är en sjö i Laholms kommun i Halland och ingår i Genevadsåns huvudavrinningsområde. Sjön har en area på 0,086 kvadratkilometer och ligger 48,1 meter över havet. Vid provfiske har abborre, gädda och sutare fångats i sjön.

## Delavrinningsområde
Antorpa sjö ingår i det delavrinningsområde (627656-133682) som SMHI kallar för Mynnar i Vessingeån. Medelhöjden är 58 meter över havet och ytan är 10,9 kvadratkilometer. Det finns inga avrinningsområden uppströms utan avrinningsområdet är högsta punkten. Prästabäcken som avvattnar avrinningsområdet har biflödesordning 3, vilket innebär att vattnet flödar genom totalt 3 vattendrag innan det når havet efter 13 kilometer. Avrinningsområdet består mestadels av skog (29 procent) och jordbruk (58 procent). Avrinningsområdet har 0,09 kvadratkilometer vattenytor vilket ger det en sjöprocent på 0,8 procent.